# Liste von Schiffen mit dem Namen Ottawa
Ottawa ist ein mehrfach genutzter Name oder Namensbestandteil von Schiffen. Für den Namen standen die Stadt Ottawa oder auch der gleichnamige Fluss in Kanada bzw. den Ottawa Countys in den Vereinigten Staaten Pate. Diese geographischen Objekte wurden wiederum nach dem Indianervolk der Odawa benannt.

## Schiffsliste
| Bezeichnung   | Schiffsart      | Klasse / Typ               | Baujahr | Bauwerft                                                       | Eigner                     | Dienstzeit | Verbleib | Bild |
| ------------- | --------------- | -------------------------- | ------- | -------------------------------------------------------------- | -------------------------- | ---------- | --- | ---- |
| Ottawa        | Kanonenboot     | Unadilla-Klasse            | 1861    | Westervelt & Company, New York                                 | United States Navy         | 1861–1865  | 1865 verkauft                                                                                                 |      |
| Ottawa        | Tanker          |                            | 1888    | Armstrong, Mitchell & Company, Elswick, Vereinigtes Königreich | Anglo-American Oil Company | 1901–1921  | Um den 6. Februar 1921 im Nordatlantik in Verlust geraten; Verlustursache unklar; Schiff gilt als verschollen |      |
| Ottawa        | Zerstörer       | C-Klasse                   | 1931    | Portsmouth                                                     | Royal Canadian Navy        | 1938–1942  | Am 13. September 1942 versenkt                                                                                |      |
| Ottawa        | Zerstörer       | G-Klasse                   | 1935    | Vickers-Armstrong, Barrow-in-Furness                           | Royal Canadian Navy        | 1943–1945  | 1946 abgewrackt                                                                                               |      |
| Ottawa        | Frachtschiff    | Tolland-Klasse (C2-Schiff) | 1944    | North Carolina Shipbuilding Company, Wilmington                | United States Navy         | 1945–1947  | 1947 verkauft, 1951 gestrandet                                                                                |      |
| Ottawa        | Zerstörer       | St. Laurent-Klasse         | 1953    | Canadian Vickers, Montreal                                     | Royal Canadian Navy        | 1956–1992  | 1994 abgewrackt                                                                                               |      |
| Ottawa        | Tanker          |                            | 1964    |                                                                |                            | 1964–1978  | |      |
| Ottawa        | Fregatte        | Halifax-Klasse             | 1996    | Saint John Shipbuilding, Saint John                            | Royal Canadian Navy        | seit 1996  | |      |
| Hanjin Ottawa | Containerschiff |                            | 2000    |                                                                | Hanjin Shipping            |            | |      |